# Cyphon minax
Cyphon minax es una especie de coleóptero de la familia Scirtidae.

## Distribución geográfica
Habita en Papúa Nueva Guinea.